# سفارة اليونان في اليابان
سفارة اليونان في اليابان هي أرفع تمثيل دبلوماسي لدولة اليونان لدى اليابان. تقع السفارة في وهي تهدف لتعزيز المصالح اليونانية في اليابان.

## وصلات خارجية
- قائمة سفارات اليونان
- قائمة السفارات في اليابان